# تخادا
تخادا (به اسپانیایی: Tejada (Burgos)) یک شهرستان در اسپانیا است که در کاستیا و لئون واقع شده‌است.

## خصوصیات
تخادا ۲۲٫۷ کیلومترمربع مساحت و ۳۵ نفر جمعیت دارد و ۱٬۰۸۴ متر بالاتر از سطح دریا واقع شده‌است.